# Guy Orsoni
Pour les articles homonymes, voir Orsoni.
 (juin 2019).
Si vous disposez d'ouvrages ou d'articles de référence ou si vous connaissez des sites web de qualité traitant du thème abordé ici, merci de compléter l'article en donnant les références utiles à sa vérifiabilité et en les liant à la section « Notes et références ».

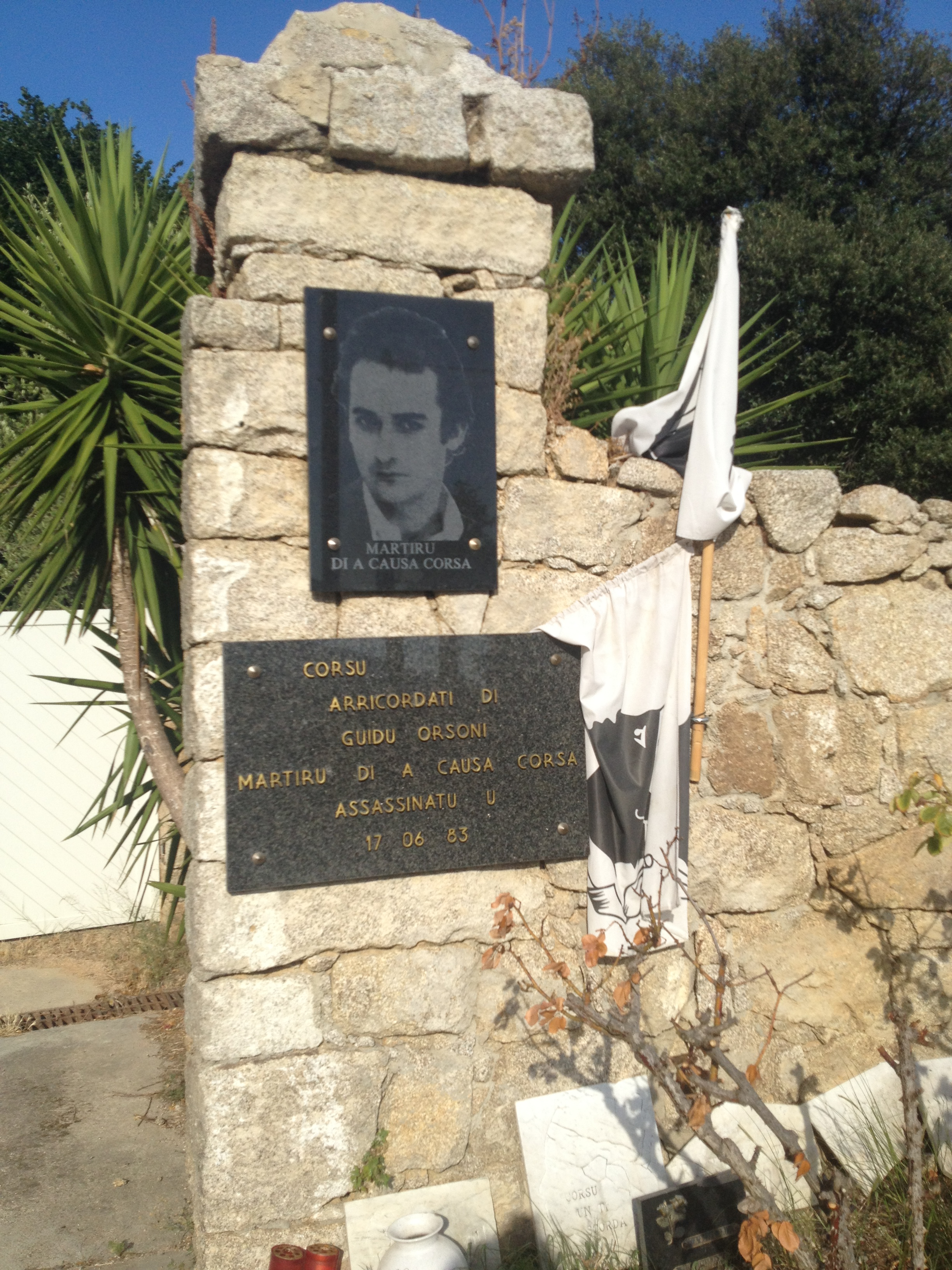
Une stèle est apposée sur une maison dans le petit village de Vero (Veru en Corse) près d'Ajaccio

Guy Orsoni, né le 26 octobre 1958 et assassiné le 17 juin 1983 à Sartène, est un militant français nationaliste corse, frère d'Alain Orsoni. Son neveu (fils d'Alain) se prénomme également Guy en hommage à son oncle disparu.
Guy Orsoni, membre du Front de libération nationale corse (FLNC), avait été interpellé fin des années 1970 et la Cour de sûreté de l'État l'avait condamné à une peine de prison en mai 1980.

## Assassinat
La bande du Valinco dirigée par Jean Alfonsi dit Jeannot le Long auraient voulu en fait se débarrasser d’Alain Orsoni, alors dirigeant du FLNC. Guy Orsoni est alors fait prisonnier au Lion de Roccapina et frappé, il est emmené à Porto-Vecchio où il est interrogé sous la torture puis exécuté par Salvatore Contini.
Les voyous sont dirigés par Jean-Marc Leccia, un chimiste de la drogue qui a travaillé  pour les Frères Zemour mais aussi pour les plus grandes familles mafieuses italo-américaines. Ami de Félix Rosso, le beau-frère du commissaire Pellegrini, lui-même membre de la cellule élyséenne de sécurité, il aurait cherché à obtenir les faveurs des services de l’État afin de faciliter le transport de plusieurs centaines de kilos de morphine base vers Phoenix (Arizona) afin de les transformer en héroïne. Jean-Marc Leccia aurait rencontré un haut fonctionnaire de Haute-Corse qui lui aurait fait comprendre que des informations sur le FLNC pourraient lui valoir cette mansuétude du ministère de l'Intérieur.. 
Jean-Marc Leccia aurait alors sollicité l'aide de  Jean Alfonsi, dit Jeannot le Long, parrain de la bande dite du Valinco qui, avec l'aide de Henri Rossi, Paul Andréani et Salvatore Contini, mafieux repenti sarde, aurait procédé à l'enlèvement et à l'assassinat de Guy Orsoni, dont le corps restera introuvable.

## Représailles
Le 7 juin 1984, Pierre Albertini (assassiné le 30 aout 1995), Bernard Pantalacci et Pantaléon Alessandri assassinent deux des coupables (Jean-Marc Leccia et Salvatore Contini) à la maison d'arrêt d'Ajaccio. Ils seront tous les trois condamnés à huit ans de prison lors d'un procès tenu à Lyon. Le procureur avait requis la perpétuité. Georges Moretti (assassiné le 14 avril 2014) et Jean Vesperini, deux militants du FLNC postés en renfort, seront eux condamnés à cinq ans de prison. Alain Orsoni avait été condamné un an auparavant pour « apologie de meurtre ». Il avait publiquement remercié les « justiciers » d'Ajaccio.